# Chaoilta bicolor
Chaoilta bicolor är en stekelart som först beskrevs av Szepligeti 1911.  Chaoilta bicolor ingår i släktet Chaoilta och familjen bracksteklar. Utöver nominatformen finns också underarten C. b. minor.